# Stor porina
Stor porina (Porina grandis) är en lavart som först beskrevs av Körb., och fick sitt nu gällande namn av Alexander Zahlbruckner. Porina grandis ingår i släktet Porina och familjen Porinaceae.   Inga underarter finns listade i Catalogue of Life.
I den svenska databasen Dyntaxa används istället namnet Pseudosagedia grandis för samma taxon.  Arten är reproducerande i Sverige.